# András-Levente Máté
András-Levente Máté (n. 26 ianuarie 1974, orașul Turda, județul Cluj) este un politician român, membru al Parlamentului României.
András-Levente Máté a fost ales deputat pe listele UDMR. În cadrul activității sale parlamentare, András-Levente Máté a fost membru în următoarele grupuri parlamentare d prietenie:
- în legislatura 2004-2008: Republica Orientală a Uruguayului, Republica Estonia, Republica Franceză-Adunarea Națională;
- în legislatura 2008-2012: Republica Croația, Republica Estonia, Regatul Norvegiei, Republica Slovenia;
- în legislatura 2012-2016: Republica Croația, Republica Slovenia.

András-Levente Máté a absolvit Facultatea de Drept, Universitatea Dimitrie Cantemir, Cluj.

## Controverse
Pe 18 septembrie 2013 Parchetul de pe lângă Înalta Curte de Casație și Justiție l-a trimis în judecată pe Mate Andras-Levante pentru conflict de interese.
Pe 10 februaire 2015 acesta a fost condamnat definitiv de Înalta Curte de Casație și Justiție la 6 luni de închisoare cu suspendare.